# 현승종
현승종(玄勝鍾, 1919년 2월 26일~2020년 5월 25일)은 고려대학교 법학과 교수와 성균관대학교 총장을 지낸 대한민국의 법학자 겸 대학 교수이며, 제24대 국무총리를 역임하였다. 본관은 연주(延州)이고 호(號)는 춘재(春齋)이다.

## 생애
평안남도 개천군에서 태어난 그는, 1937년 평안남도 평양고등보통학교를 졸업하고, 1943년 경성제국대학교 법률학과에서 학사 학위를 받았다. 이후 광복 때까지 일본군에 입대하여 장교를 지내었고 을유 8·15 광복(을유 해방) 이후 1946년부터 30년 가까이 고려대학교에서 교수로 재직하였으며, 1949년 12월에는 대한민국 공군 대위로 임관하여 1950년부터 1953년까지는 한국 전쟁에 참전하였고 그 와중이던 1952년 10월에는 공군 소령 진급하였으며 1955년 3월에는 공군 중령 진급하였고 1957년 7월 8일 월요일, 공군 중령 예편하였다. 1974년부터 1980년까지 성균관대학교 총장, 1989년부터 1992년까지 한림대학교 총장을 맡았다. 1992년 10월 8일, 국무총리에 취임하였는데, 이는 대한민국 국무총리 중 최고령으로 기록된다. 또 당시 총리 인준안은 국회에서 역대 총리 인준안 중 역대 최고 재적의원 대비 찬성률을 기록하였다. 1993년 국무총리직에서 물러났으며, 같은 해 한림과학원 원장 직위에 올랐다. 1994년 1월 1일 유니세프한국위원회의 출범과 함께 유니세프한국위원회 회장이 되었으며 3년 연임제인 이 회장직을 2010년 6월까지 지냈다.

## 학력
- 1937년 평안남도 평양고등보통학교 졸업
- 1943년 경성제국대학교 법학과 학사
- 1956년 대한민국 국방대학교 행정학사 1기

### 명예 박사 학위
- 고려대학교 명예 법학박사
- 중화민국(타이완) 국립 정치대학교 명예 법학박사

## 경력
- 1957 ~ 1974년: 고려대학교 법과대학 법률학과 교수
- 1958 ~ 1959년: 서울대학교 법과대학 법학과 객원교수
- 1974 ~ 1980년: 성균관대학교 총장
- 1989 ~ 1992년: 한림대학교 총장
- 1992년 10월 ~ 1993년 2월: 제24대 국무총리
- 2008년: 대한민국 건국 60년 기념사업위원회 위원장

## 가족 관계
- 부인: 홍영표(洪榮杓, 1922년 11월 25일 ~ 2014년 11월 1일)
  - 딸: 현군숙(玄君淑, 1942년 9월 21일 ~ , 기혼 및 출가)
  - 장남: 현윤해(玄允海, 1947년 3월 3일 ~ , 기혼) 　
  - 차남: 현춘해(玄春海, 1949년 9월 2일 ~ , 기혼)　
  - 삼남: 현선해(玄宣海, 1958년 12월 23일 ~ , 기혼) -  성균관대학교 글로벌경영학과 교수·동 인문사회과학캠퍼스 부총장 등을 역임.

### 내용주
1. ↑  1919년 음력 1월 26일

내용
1. ↑  1949년부터 1954년까지 공군본부 항공부대 정훈장교 복무
2. ↑  이후 1954년부터 이듬해 1955년까지 연합참모본부 헌병 총사령부 정훈장교 복무
3. ↑  이후 1955년부터 이듬해 1956년까지 연합참모본부 헌병 총사령부 정훈참모 복무하였고 1956년 3월부터 잠시 석달간 동안 서울대학교 정훈교육위원 복무, 1956년 6월부터 이듬해 1957년 7월 8일 예편할때까지 공군본부 정훈국 정훈참모 복무

출처
1. ↑  링크[깨진 링크(과거 내용 찾기)]
2. ↑  “현정부 장관 영ㆍ호남집중 심화”. 대전일보. 2005년 10월 11일.
3. ↑  “유니세프한국위원회 회장 약력 소개”. 2012년 1월 6일에 원본 문서에서 보존된 문서. 2010년 6월 24일에 확인함.

| 전임 윤형섭 | 한국교원단체총연합회 회장 1991년 ~ 1992년 | 후임 이영덕 |

| 전임 정원식 | 제24대 국무총리 1992년 10월 8일~1993년 2월 24일 | 후임 황인성 |

| 전임 김병관 | 제13대 고려중앙학원 이사장 2005년 9월 1일~2009년 7월 6일 | 후임 김정배 |